# یواس‌اس والنتر (اس‌پی-۲۰۷)
یواس‌اس والنتر (اس‌پی-۲۰۷) (به انگلیسی: USS Volunteer (SP-207)) یک کشتی است. این کشتی در سال ۱۹۰۶ ساخته شد.